# Václav Mikolášek
Václav Mikolášek (* 7. září 1945 Praha) je český humorista, karikaturista, ilustrátor, překladatel a spisovatel.

## Raná tvorba
Pod značkou „Klos a Michi“ dělali s kreslířem Karlem Klosem kreslené vtipy. Václav Mikolášek vtipy vymýšlel, Karel Klos je kreslil. Několik kreslených vtipů jim v roce 1970 vyšlo v literárním a uměleckém časopisu Divoké víno, kde byl redaktorem Jan Vyčítal, a v časopisu Československého filmového ústavu Záběr.
V srpnu 1968, při demonstracích proti okupaci Československa sovětskou armádou, Václav Mikolášek vymyslel slogan „Běž domů, Ivane, čeká tě Nataša!“. Tímto sloganem se inspiroval hudební skladatel Jaromír Vomáčka k napsání protestní písně „Dobře míněná rada (Běž domů, Ivane!)“. Rovněž Česká televize později použila tento slogan v názvu dokumentárního filmu, který pojednává o odchodu sovětských vojsk z Československa.
První povídku Václava Mikoláška otisklo v roce 1969 Svobodné slovo.

## Tvorba v letech 1975 až 1989
V tomto období pokračoval ve spolupráci s kreslířem Karlem Klosem, se kterým vytvořili značku Mikl. Byli kmenovými autory časopisu Dikobraz a publikovali i v dalších časopisech, např. v týdeníku Květy. Václav Mikolášek v časopise Dikobraz a v Magazínu Dikobrazu rovněž publikoval většinu svých humoristických povídek, včetně třiadvacetidílného seriálu reportáží z autostopu napříč Evropou Jak jsme putovali do Španělska (1981). Dále v časopisech publikoval své koláže a drobné humoristické texty.
Václav Mikolášek je autorem sedmidílného seriálu večerníčků Přátelé z vesmíru (výtvarníci Jan Vyčítal a Miloš Kánský), který Československá televize vysílala v roce 1985.

## Tvorba po roce 1989
Po rozpadu dvojice Mikl byl do roku 1997 humoristou, karikaturistou, ilustrátorem, překladatelem a spisovatelem na volné noze. Od roku 1991 používá značku Mikl Václav Mikolášek. Své kreslené vtipy, ilustrace, koláže, humoristické povídky a jiné drobné texty publikoval především v časopise Nový Dikobraz a v Magazínech Dikobrazu.
Procestoval celé Spojené státy americké a jihovýchodní Asii (Tchaj-wan, Laos, Kambodžu a Thajsko). O své první cestě po Spojených státech napsal humoristickou knihu Medicinman: Greyhoundama, auťákama a na harleyích přes celou Ameriku za Luisou Geislerovou, která se vdala do Washingtonu D. C. a vzala si pěknýho trhlouše (Signet, 1997, ISBN 80-86021-41-6). Rovněž zážitky z jihovýchodní Asie zpracoval do knižní podoby. Humoristicky laděnou knihu Sex, chlast a bláznivá láska na Pobřeží hříchu (Novela bohemica, 2023, ISBN 978-80-88322-42-9) vydal pod pseudonymem Michi Miky.
Kromě některých svých povídek v časopisech ilustroval vlastní knihu Medicinman a český překlad knihy čínského autora Swee Lip Queka Na bojišti podnikání (Radix, 1996, ISBN 80-901853-6-3).
Přeložil z angličtiny přes 40 knížek. Desetisvazkovou sérii Hardy Boys (Teror na kolejích, Zlo a spol., Kult zločinu, Spiknutí Lazarus, Stav ohrožení, Na pokraji zkázy, Sázka o život, Tvrdě a bezohledně, Geniální zločin, Rukojmí nenávisti) od Franklina W. Dixona, knihu o sovětském sériovém vrahovi Andreji Čikatilovi Zátah na ďábla od Richarda Lourie a dvě rozsáhlé antologie sci-fi editora Gardnera Dozoise To nejlepší ze science fiction – 2. a 3. reprezentativní ročenka. Další překlady:
- Robert Lawrence Stine: Horská dráha, Horská dráha 2, Kdo spí v mém hrobě?, Hra o tělo, Pokažené rande, Perfektní buchta, Dům smrti, Co Holly slyšela; série Fear Street: V cizím těle, Smrt záchranářů, Klub děsu, Cesta do pasti, Vražda před maturitou, Čtenář myšlenek, Jsi frajer, Bobby, Zlý měsíc, Hrůzostrašné léto, Prokletí rodiny Fearů
- Christopher Pike: Poslední upír, Poslední upír 2, Poslední upír 3
- Andrew Hall: Mrtvá náruč, Pomsta ze záhrobí, Pomsta ze záhrobí 2
- Victor Appleton: série Tom Swift 1: Ohnivý jezdec
- Laurie LeClairová: Krásný Čerokí
- Angažmá divadelních umělců – právnická příručka pro ČMKOS 1998.